# Wetzsteinstollen

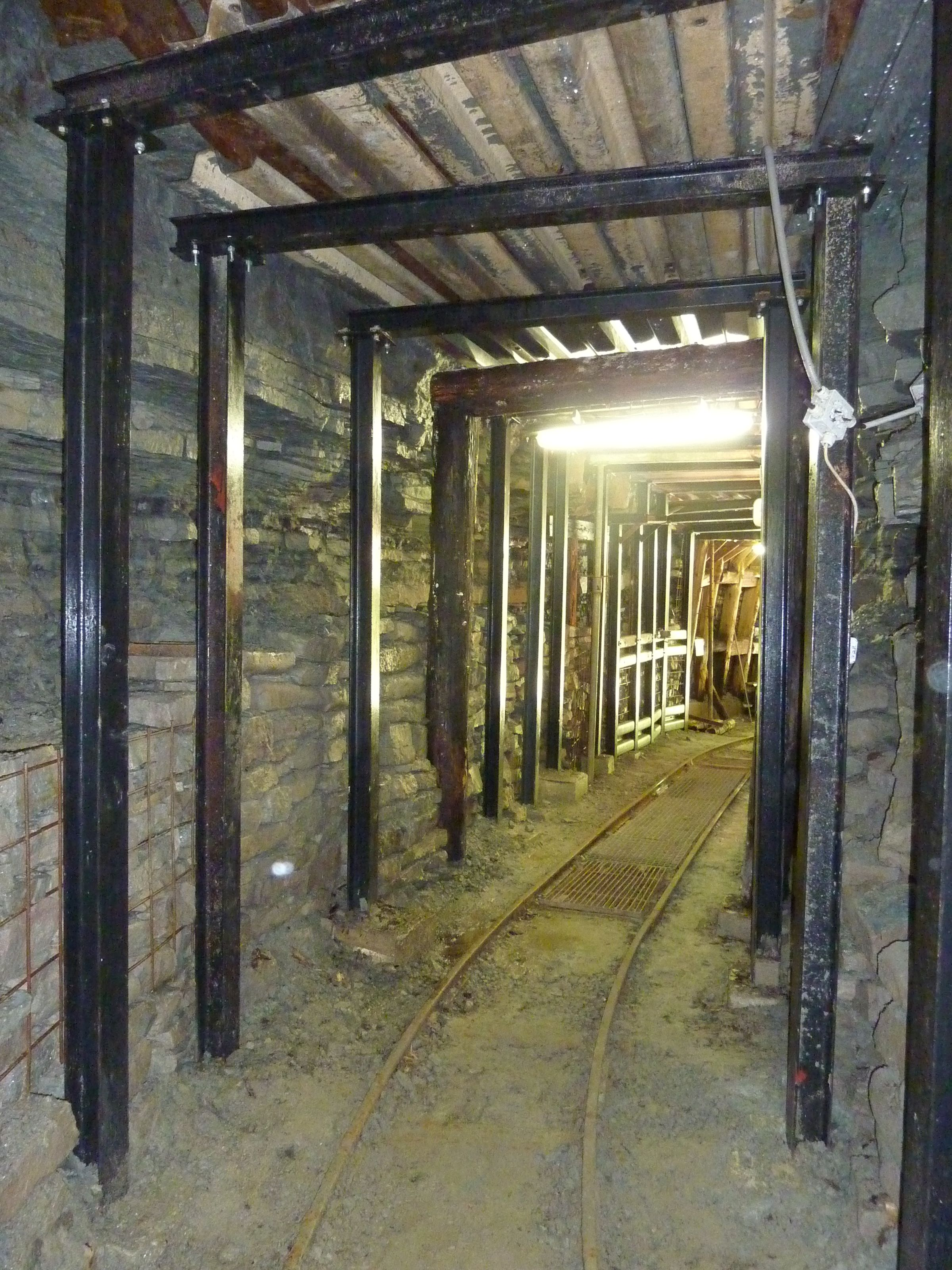
Der Wetzsteinstollen im Jahr 2013

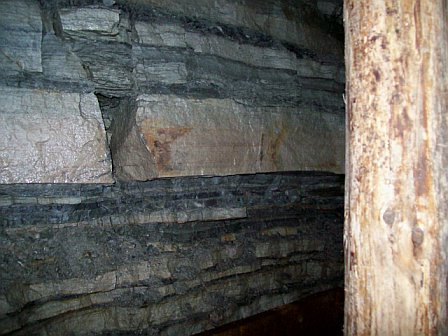
Wetzsteinplatten im Stollen

Der Wetzsteinstollen ist ein Bergwerk im Schwäbisch-Fränkischen Wald bei Spiegelberg.

## Geschichte
Die Gewinnung von Wetzsteinen im Juxwald bei Spiegelberg wurde 1597 erstmals erwähnt, damals vermutlich nur für den lokalen Markt. Da der Bedarf an Wetzsteinen hoch war, bauten erst Holzfäller und Köhler, gegen 1800 auch die örtlichen Bauern, die Schleifsteine ab und verarbeiteten sie in Heimarbeit zu fertigen Schleifwerkzeugen. Der Verkauf dieser war eine wichtige Nebeneinnahmequelle. Um 1825 verbot die königliche Forstverwaltung das ungenehmigte Graben nach Wetzsteinen und erhob eine hohe Gebühr auf neu angelegte Löcher. Daraufhin errichtete die Gemeinde einen offiziellen Steinbruch, um ihren Bürgern den Nebenverdienst zu erhalten. 1847 legte man etwas weiter unten im Tal einen weiteren Steinbruch an. Als dieser um 1880 versiegte, errichtete man 250 Meter südlich einen weiteren Steinbruch. Hier führte die Wetzsteinschicht allerdings tief in den Berg, weshalb man ihr mit der Errichtung des Wetzsteinstollens folgte. Um 1900 inspizierte das Oberbergamt den Stollen und verordnete wegen des schlechten Zustandes Sanierungsmaßnahmen. Diese Kosten und eine schlechtere Vermarktungslage für Wetzsteine führten zur Schließung der Grube 1911. Während des Ersten Weltkrieges wurde der Betrieb noch einmal aufgenommen, da keine ausländischen Wetzsteine nach Deutschland geliefert wurden und der Betrieb wieder wirtschaftlich erschien. 1922 wurde der Stollen nach zwei schweren Unfällen endgültig vom Bergamt geschlossen.

## Heutige Nutzung
Im Jahr 2001 wurde das Bergwerk wiederentdeckt und 2002 legte der Fremdenverkehrsverein Spiegelberg den Eingang frei. Das danach eingerichtete Besucherbergwerk wurde am 30. September 2012 eingeweiht, es informiert über Geologie, Geschichte und die Herstellung von Wetzsteinen.
In dieser Gegend gibt es weitere Stellen, in denen Bergbau stattfand oder versucht wurde. Ein Bergbaulehrpfad von etwa fünf Kilometern Länge führt in einem Rundkurs an etlichen davon vorbei.